# Sheetal Devi
Sheetal Devi   (Kishtwar district, 10 de gener de 2007) és un arquera índia paralímpica. Va guanyar la medalla de bronze als Jocs Paralímpics de 2024 a la prova composta per equips mixtes. Va guanyar dues medalles d'or i una de plata als Parajocs Asiàtics de 2022.
Devi va néixer amb una malaltia rara anomenada focomèlia, que va fer que naixés sense braços. És la primera i única campiona internacional femenina de para-tir amb arc sense extremitats superiors.

## Trajectòria
Sheetal Devi va néixer en una família rajput el 10 de gener de 2007 al districte de Kishtwar a l'estat de Jammu i Caixmir.
El 2019 va assistir a un esdeveniment juvenil a Kishtwar on va ser descoberta per una unitat de l'exèrcit indi, la qual cosa va fer que aquest li proporcionés educació i assistència mèdica. En l'esdeveniment juvenil organitzat per l'exèrcit indi, els entrenadors Abhilasha Chaudhary i Kuldeep Wadhwan van notar la seva confiança i van decidir entrenar-la. Els entrenadors volien ajudar-la amb les pròtesis, però els metges van considerar que les pròtesis no eren possibles en el seu cas. Els entrenadors mai abans no havien tingut experiència entrenant una persona sense braços per al tir amb arc. Després d'11 mesos d'entrenament, Devi va participar en l'arc de politges femení als Parajocs Asiàtics de 2022, on va guanyar dues medalles d'or, en doble mixt i individual femení, després d'aconseguir una medalla de plata en doble femení.
Devi es va convertir en la persona més jove que va competir en tir amb arc femení als Jocs Paralímpics d'estiu del 2024 a París, on va guanyar una medalla de bronze. Devi comptava amb 312.000 seguidors a Instagram en aquell moment.